# پوستاکوواچی
پوستاکوواچی (به مجاری:  Pusztakovácsi) یک منطقهٔ مسکونی در مجارستان است که در ناحیه مارتسالی واقع شده‌است. پوستاکوواچی ۴۳٫۳۸ کیلومتر مربع مساحت و ۸۲۱ نفر جمعیت دارد.